# Засыпкин, Виктор Иосифович
Виктор Иосифович Засыпкин — советский хозяйственный, государственный и политический деятель.

## Биография
Родился в 1925 году в Москве. Член КПСС.
Окончил Московский электротехнический институт связи.
Участник Великой Отечественной войны
В 1948—1955 — техник Можайской конторы связи, начальник отдела городских телефонных сетей Московского областного управления связи.
В 1959—1965 — главный инженер Московского областного управления связи.
В 1965—1968 — начальник Управления городской телефонной сети города Москвы.
В 1968 — секретарь производственно-отраслевого парткома предприятий и учреждений связи города Москвы.
В 1968—1971 — первый секретарь Волгоградского районного комитета КПСС города Москвы.
Делегат XXIV съезда КПСС.
Умер в 1971 году в Москве. Похоронен на Новодевичьем кладбище.

## Награды
- Орден Трудового Красного Знамени (1966)
- Орден Знак Почёта (25.08.1971)